# Officine Meccaniche

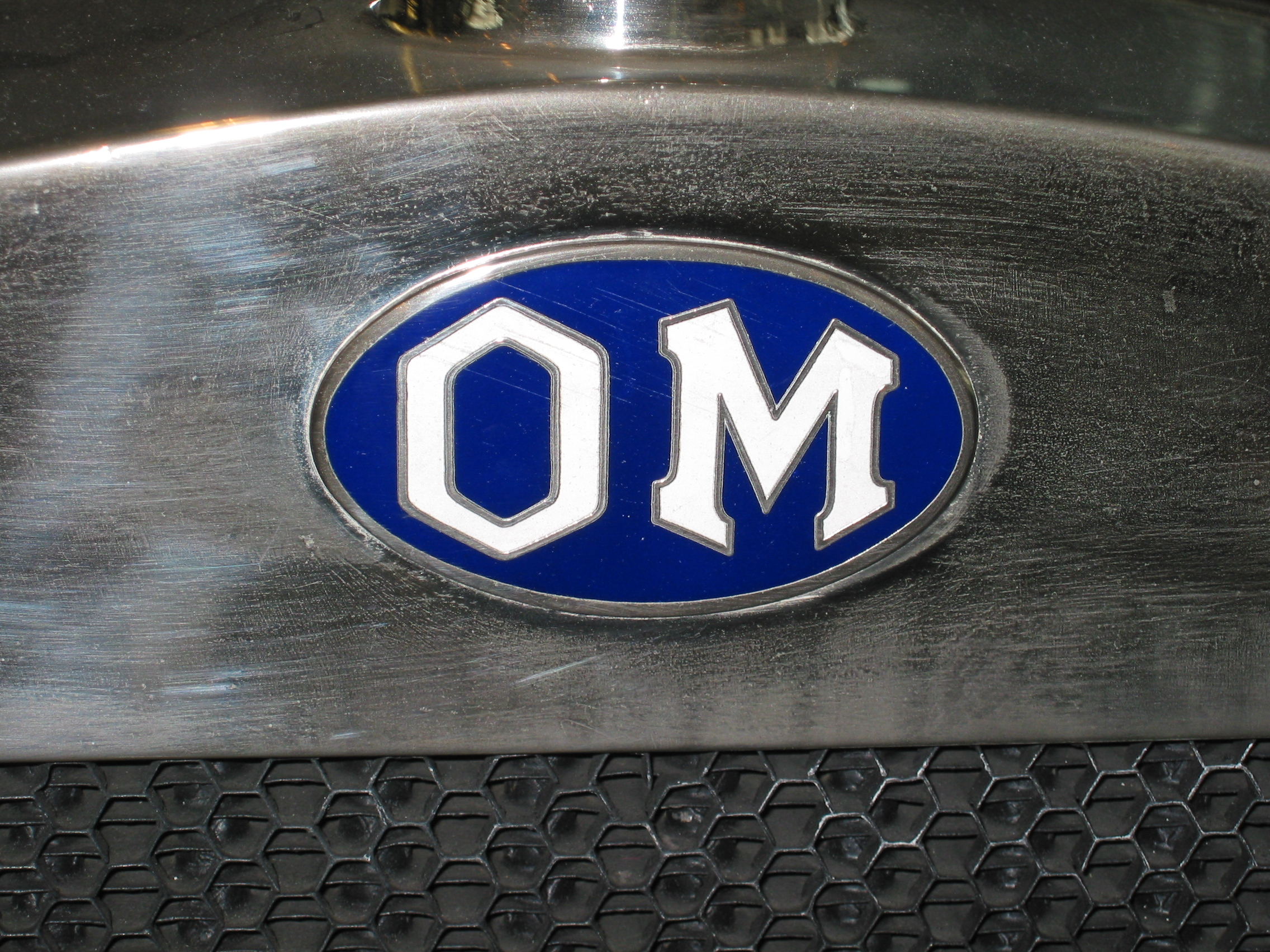
Emblem

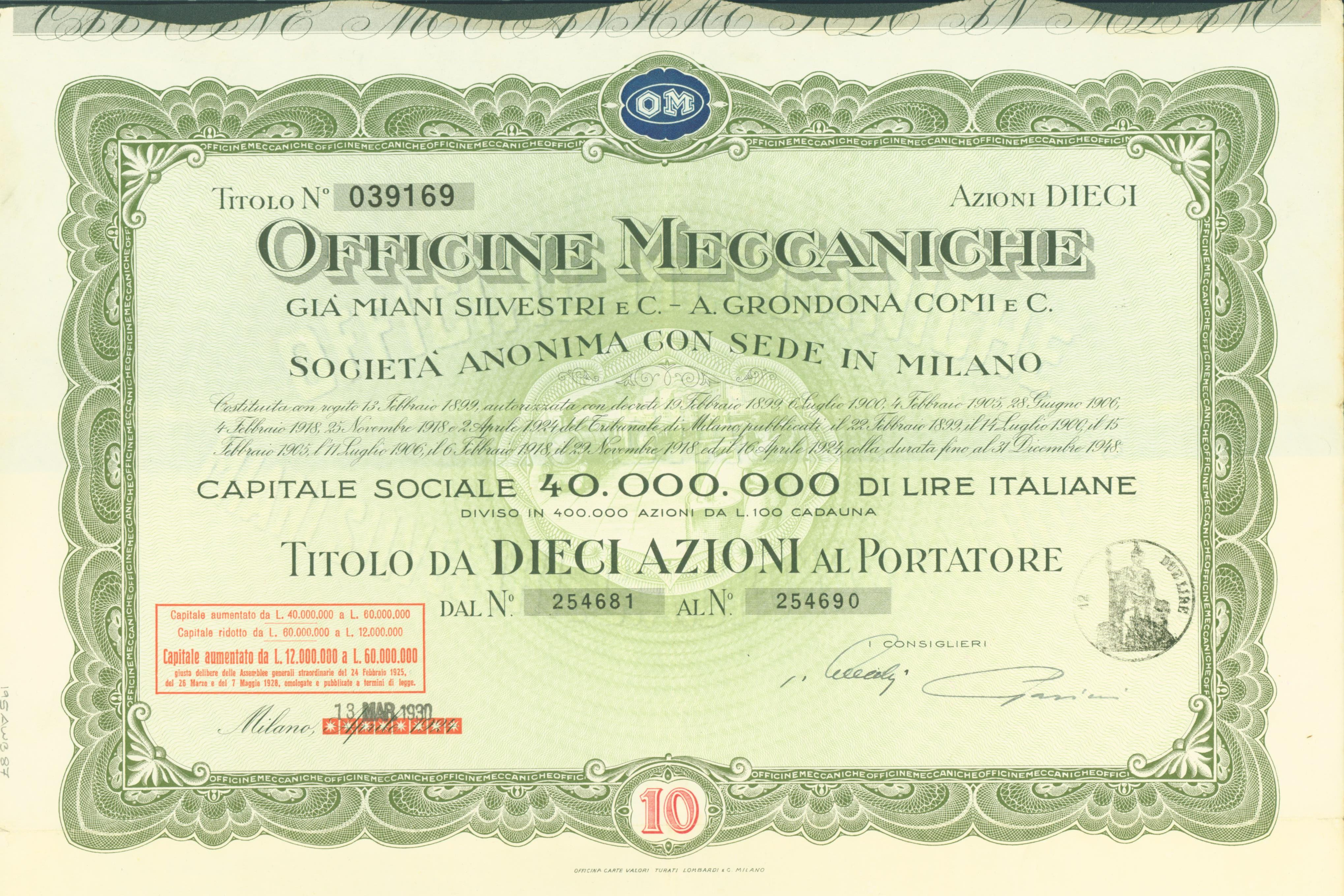
Aktie der Officine Meccaniche vom 13. März 1930

Officine Meccaniche (kurz OM, vollständig Società Anonima Officine Meccaniche) war ein italienischer Maschinen- und Fahrzeughersteller mit Sitz in Mailand. Ursprünglich als Schienenfahrzeughersteller gegründet, erweiterte OM die Produktpalette bald um den Automobilbau und wurde für seine robusten Sportwagen und später auch seine Nutzfahrzeuge bekannt. 1933 wurde OM von Fiat übernommen, danach waren Nutzfahrzeuge und Schienenfahrzeuge der Schwerpunkt.

## Geschichte

### Schienenfahrzeugbau (Mailand)
Das Unternehmen wurde 1899 in Mailand unter dem vollständigen Namen Società Anonima Officine Meccaniche - già Miani, Silvestri & C, A. Grondona, Comi & C. als Fusion der Maschinenfabriken A. Grondona Comi & C und Già Miani Silvestri & C. gegründet. Es fertigte zunächst Dampflokomotiven. 1908 wurde mit Unterstützung von Giuseppe Belluzzo eine der ersten Dampfturbinenlokomotiven der Welt gebaut. Ende der 1930er Jahre entwickelte OM den Dieseltriebwagen der Baureihe ALn 772 der Italienischen Staatsbahn. Die Auslieferung der Fahrzeuge begann noch vor dem Krieg und wurde in der Nachkriegszeit fortgesetzt. In den späten 1950er Jahren baute OM für den römischen Verkehrsbetrieb ATAC Straßenbahngroßraumwagen der Serie 8000, die sich in ihrer Konstruktion am US-amerikanischen PCC-Wagen orientierten.

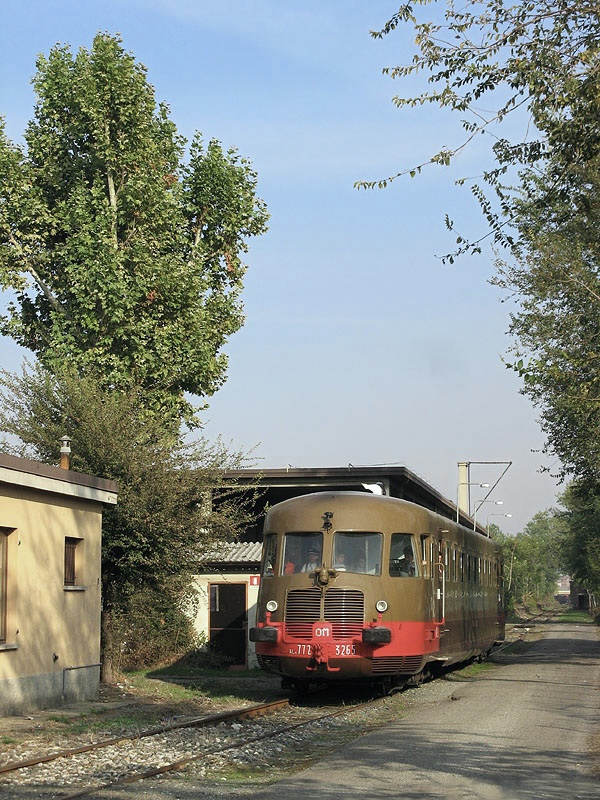
ALn 772 der FS in Milano Smistamento
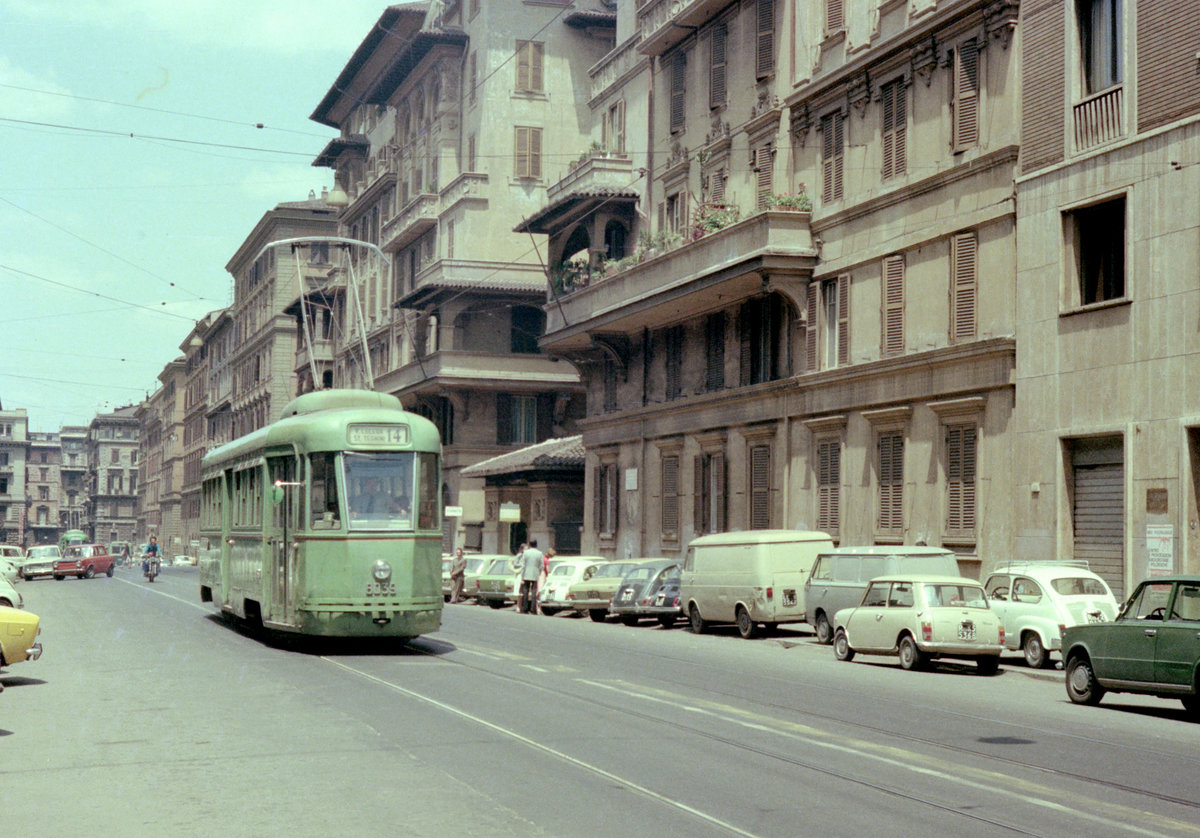
Serie 8000 der Straßenbahn Rom
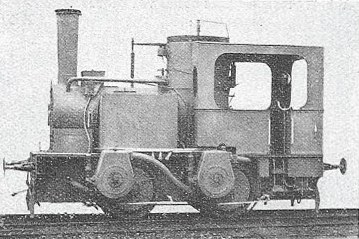
Belluzzo-Dampfturbinen-Lokomotive
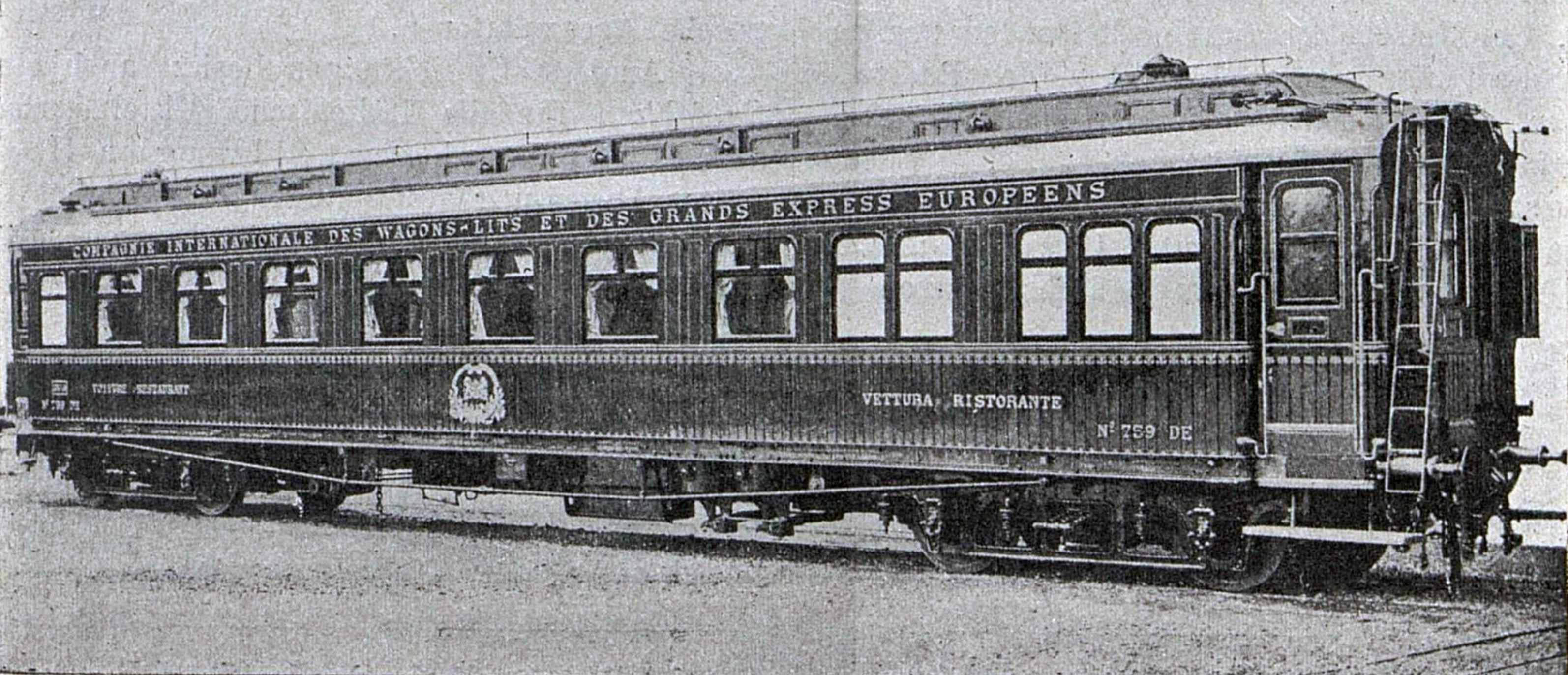
Speisewagen 759 DE der Compagnie Internationale des Wagons-Lits (1901)

### Automobilbau (OM Fabbrica Bresciana di Automobili, Brescia)
1917 übernahm OM die Fabrik des Automobilherstellers Züst in Brescia (Brixia-Züst). 1918 begann OM dort eigene Autos herzustellen. Ab 1928 firmierte das Werk in Brescia als eigenes Unternehmen OM-Fabbrica Bresciana di Automobili getrennt von der oben genannten Mutter in Mailand, wo weiterhin Motoren und andere Maschinen gefertigt wurden.

### Pkw, Sport- und Tourenwagen
Zunächst baute OM den von Züst übernommenen Brixia-Züst 24/35 HP bis 1923 weiter, und in der Folgezeit Klein- und Mittelklassewagen mit betont sportlicher Note.

#### Tipo 465, 467 und 469
Neben dem Brixia-Züst 305 wurde ein Kleinwagen entwickelt, der 1921 in Serie ging und die Modellbezeichnung 12/15HP oder 465 erhielt, hierbei bezeichnete 4 die Zylinderzahl und 65 die Bohrung in mm. Das Auto war von Ottavio Fuscaldo entworfen worden. 1922 wurde dieser Typ durch eine Sportvariante ergänzt, den Typ 467, dessen Bohrung (wie die Typenbezeichnung sagt) um 2 mm vergrößert worden war. Die Typen 465 und 467 wurden bis 1923 gebaut.
1923 erschien als Nachfolger Typ 469. Er hatte außer einem erneut vergrößerten Hubraum weitere Verbesserungen: Vier- statt Dreiganggetriebe, Vierradbremsen und leicht vergrößerte Gesamtmaße. Ausweislich der Chassisnummern wurden 1500 Stück bis 1927 gebaut, davon 50 Lieferwagen. Eine nur gering veränderte zweite Serie (S2) erschien 1926; insgesamt 1940 Fahrzeuge wurden bis 1929 gebaut. Parallel dazu entstanden 300 Lieferwagen.
Eine dritte Serie (S3) ist nicht nachweisbar, es folgte stattdessen eine vierte Serie, von der 1929 bis Anfang 1934 ausweislich der vergebenen Chassisnummern 895 Stück gebaut wurden. Der Motor wurde erneut vergrößert, die Bohrung betrug jetzt 105 mm. Neben der vierten scheint es eine fünfte Serie gegeben zu haben, die den alten 1496-cm³-Motor behielt; möglicherweise umfasste sie nur Nutzfahrzeuge.
Konkurrenten des „kleinen“ OM waren die Fahrzeuge von Aurea, Chiribiri, Bianchi und S.C.A.T. N 150.

#### Tipo 665
Zusammen mit dem Tipo 465 entstand der Tipo 665 „Superba“ (die Überlegene), dessen Motor gegenüber dem Tipo 465 um zwei Zylinder vergrößert war. Der wassergekühlte Motor (Thermo-Sifon) leistete 40 PS. Die Achsen vorn und hinten hatten halbelliptische Federn, das Getriebe vier Vorwärts- und einen Rückwärtsgang, der Tank fasste 55 Liter, der Verbrauch wird mit 11 l/100 km angegeben. 1923 und 1924 entstanden 250 Fahrzeuge.
Die Serie 2 hatte einen anderen Vergaser, einen auf 80 Liter vergrößerten Tank und wurde 1925 bis 1926 in 600 Exemplaren gebaut.
1927 wurden 832 Fahrzeuge der Serie 3 gebaut; 1928 folgten 312 Fahrzeuge der Serie 4. Die Modelle beider Serien waren einander sehr ähnlich. Gegenüber dem Vorgängermodell wiesen sie leichte Verbesserungen an Motor und Getriebe auf und waren auf Wunsch statt mit Seilzug- mit hydraulischen Bremsen lieferbar, der Verbrauch wird mit 13 l/100 km angegeben.
Die ab 1929 gebaute Serie 5 hatte einen größeren Motor mit 67 mm Bohrung und 105 mm Hub. Bis Anfang 1934 entstanden ausweislich der bekannten Chassisnummern 1153 Fahrzeuge. Darunter waren einige speziell für verschiedene Rennen „frisierte“ Ausführungen mit stärkerer Motorleistung wie 665 MM, 665 SMM 2.2L (MM = Abkürzung für mille miglia).
1934 wurden Prototypen eines potentiellen Nachfolgers des Tipo 665 Superba auf dem Salone dell’Automobile ausgestellt: Er war eine völlige Neukonstruktion und hieß Alcyone. Der Motor hatte 72 mm Bohrung und 90 mm Hub. Der Wagen ging jedoch nicht in Serie. Damit endete der Pkw-Bau bei OM.
Konkurrenten des Tipo 665 waren vor allem die 2-Liter-Typen von Bianchi, Ansaldo, Diatto und Itala, ferner der Lancia Lambda.

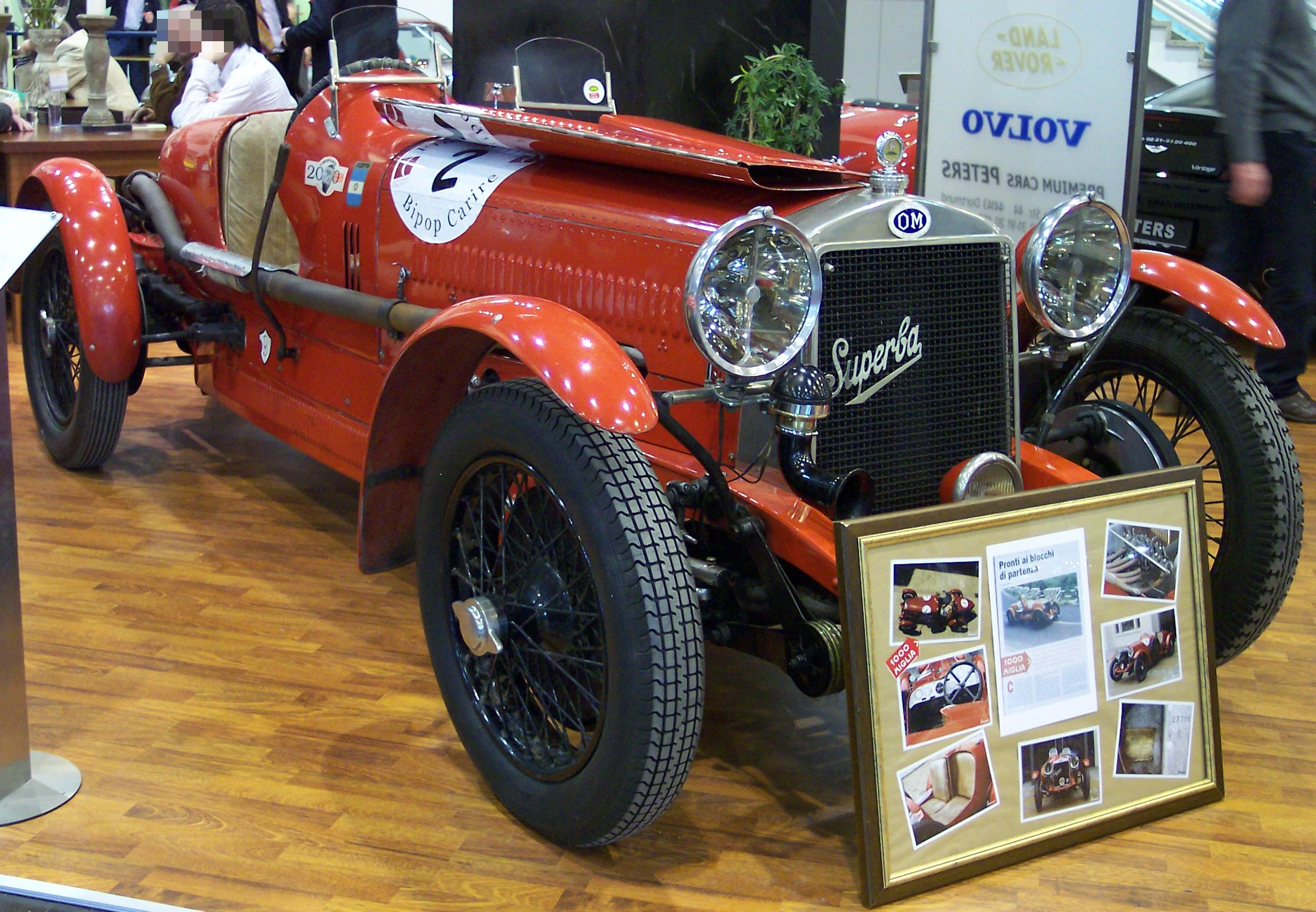
OM 665 Superba von 1929

Das sportliche Image der Marke pflegte OM in den 1920er und 1930er Jahren durch Bau von Sport- und Tourenwagen. Grund für den Ruhm war das Ergebnis bei der 1927 erstmals ausgetragenen Mille Miglia, bei der OM-Fahrer die ersten drei Plätze belegten. Der siegreiche 2-Liter-OM-Sechszylinder wurde von Ferdinando Minoia und Giuseppe Morandi gefahren. Diesen Wagen hatte Lucien Barratouché konstruiert, der auch für die „zivileren“ Vierzylinder des Werkes verantwortlich zeichnete. Insbesondere die präzise Verarbeitung war Kennzeichen der OM.
Nachfolgend eine Übersicht über die technischen Daten der einzelnen oben genannten Typen:
| Typ          | Leergewicht (kg) | Länge (m) | Radstand (m) | Zylinder | Hubraum (cm³) | Leistung (PS bei 1/min) | Höchstgeschwindigkeit (km/h) |
| ------------ | ---------------- | --------- | ------------ | -------- | ------------- | ----------------------- | ---------------------------- |
| 24/35 HP     | .                | .         | 3,20         | 4        | 4170          | 30/ .                   | .                            |
| 465 12/15 HP | 630              | 3,78      | 2,70         | 4        | 1327          | 18/2400                 | 75                           |
| 467 Sport    | 640              | 3,78      | 2,70         | 4        | 1410          | ./.                     | 95                           |
| 469          | 700              | 3,78      | 2,80         | 4        | 1496          | 28/3600                 | 100                          |
| 469 S4       | 700              | 3,78      | 2,79         | 4        | 1570          | 30/3600                 | 90                           |
| 469 S5       | 700              | 3,78      | 2,79         | 4        | 1496          | 30/3600                 | 90                           |
| 665          | 900              | 4,155     | 3,10         | 6        | 1991          | 40/3000                 | 100                          |
| 665 S5       | 900              | 4,155     | 3,10         | 6        | 2220          | 55/4000                 | 120                          |
| 665MM        | 850              |           | 2,80         | 6        | 1991          | ./3600                  | .                            |
| 665MM 2.2    | 850              |           | 2,80         | 6        | 2220          | 70/4000                 | .                            |
| Alcyone      | 900              | 4,50      | 2,90         | 6        | 2197          | 60/2400                 | 125                          |

### Nutzfahrzeuge

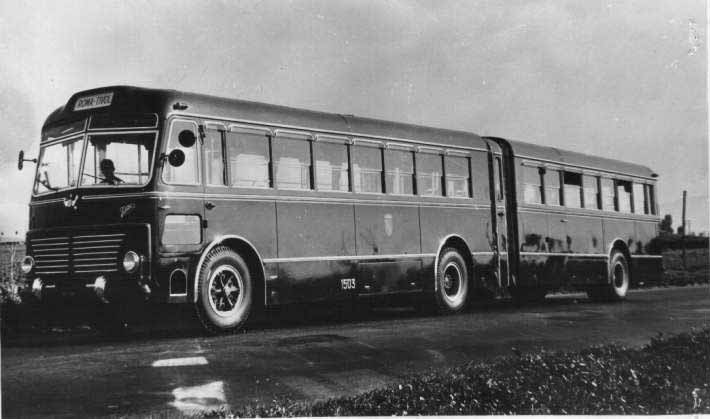
Überland-Gelenkbus des Typs OM Super Orione in Rom

Bereits 1925 hatte OM begonnen, Omnibusse, Lkw, Traktoren und andere Nutzfahrzeuge herzustellen. 1933 wurde OM von Fiat übernommen. Da der Bereich Nutzfahrzeuge erfolgreich war, während sich der Pkw-Bereich in einer Krise befand und zudem in Konkurrenz zur neuen Mutter Fiat stand, stellte OM 1934 die Pkw-Produktion ein, um sich ganz auf den Nutzfahrzeugbau zu konzentrieren.
1975 wurde OM als Sparte in die IVECO-Gruppe, in der der Fiat-Konzern unter Einbeziehung der französischen Marke Unic und der deutschen Marke Magirus-Deutz seine Nutzfahrzeugaktivitäten bündelte, integriert und fortan, bis Mitte der 1980er Jahre, nur noch als Lkw-Marke weitergeführt. Konstruktionen von OM wurden konzernweit auch unter anderen Markennamen vermarktet, in Deutschland z. B. als Magirus-Deutz und in Frankreich als Unic. Mitte der 1980er Jahre verschwanden die in IVECO aufgegangenen Einzelmarken, darunter auch OM, und wurden durch den einheitlichen Namen IVECO ersetzt.

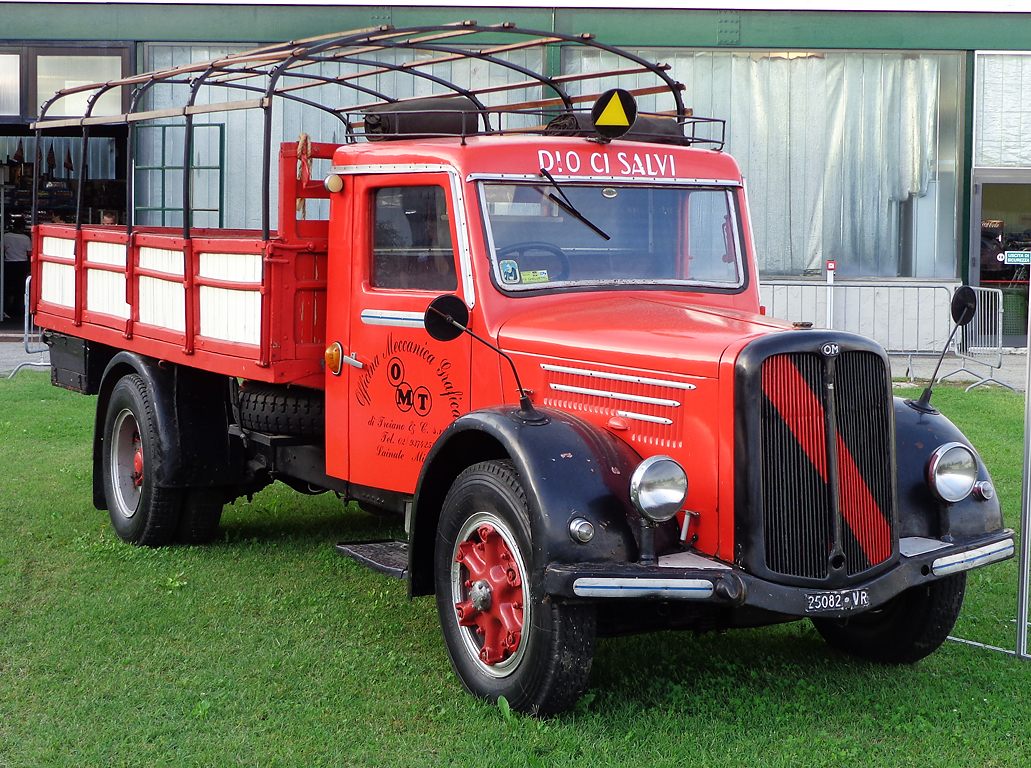
OM Taurus
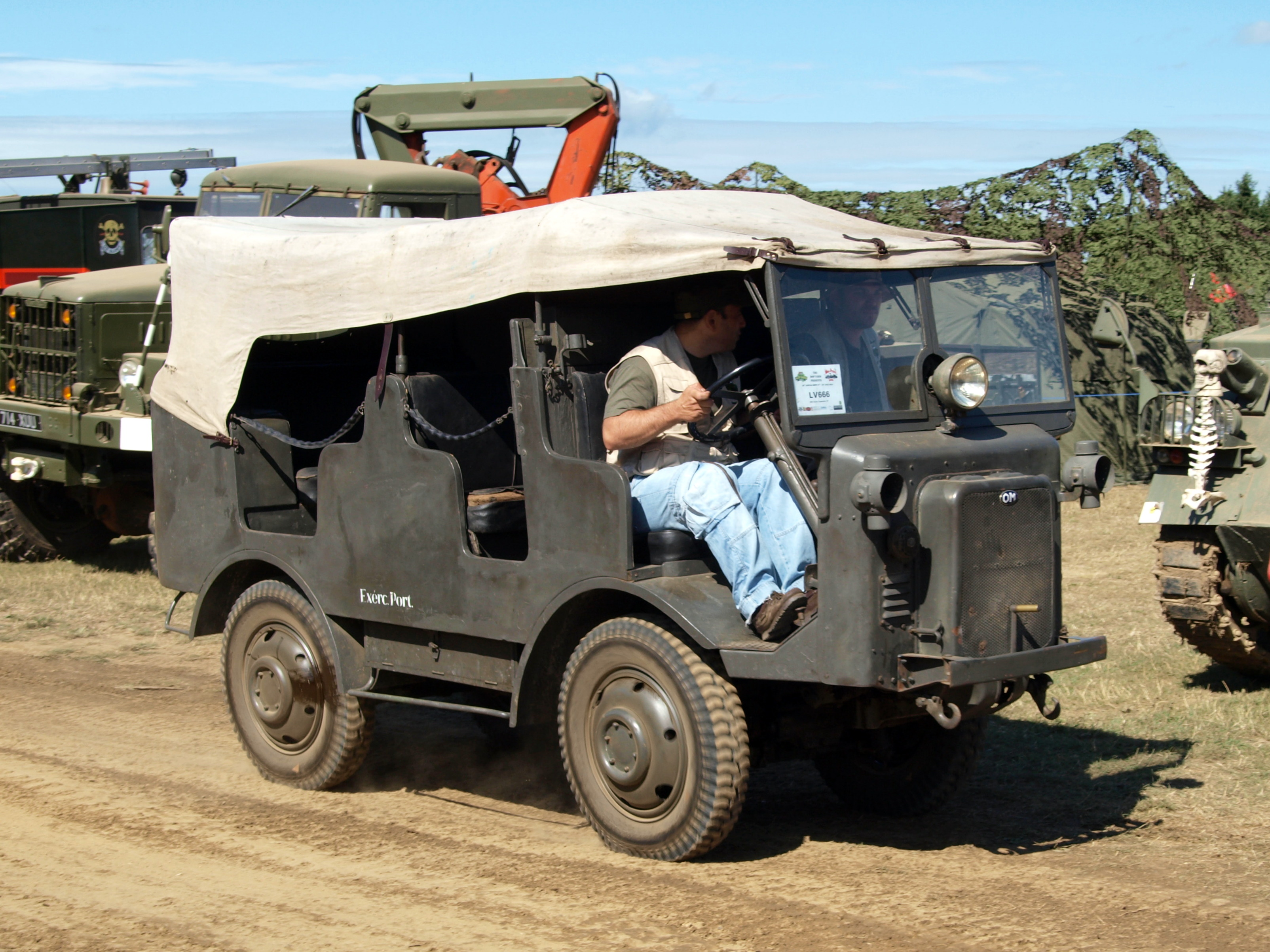
Geländegängiger OM-Kleinbus
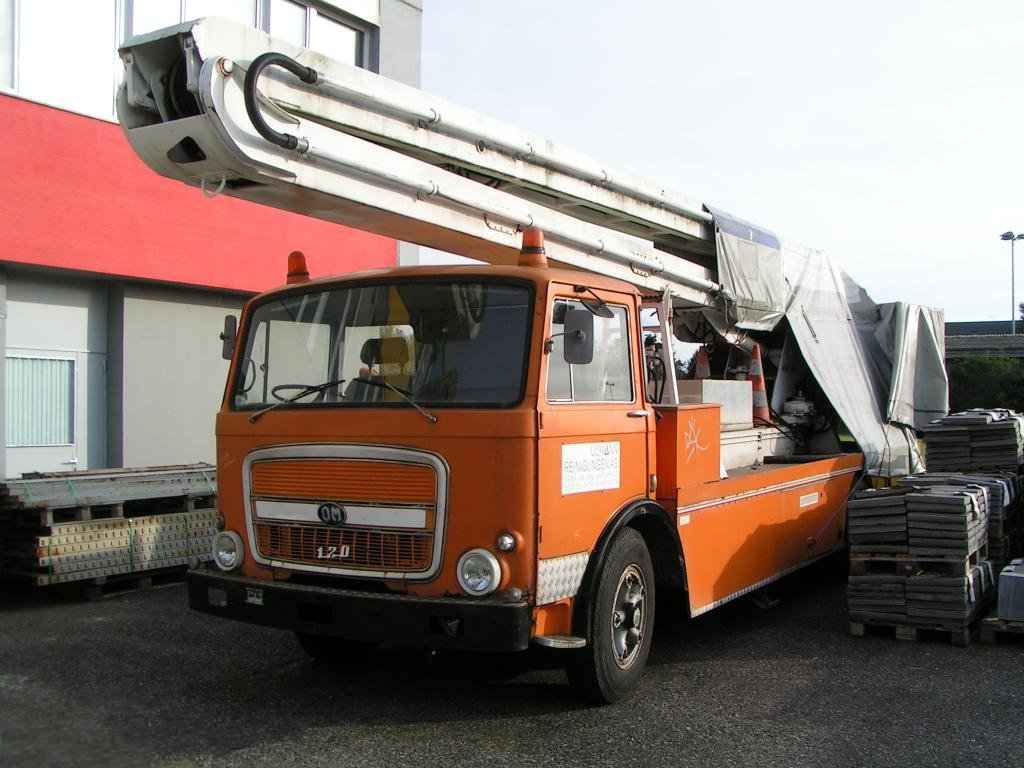
OM-Lkw mit Hubarbeitsbühne
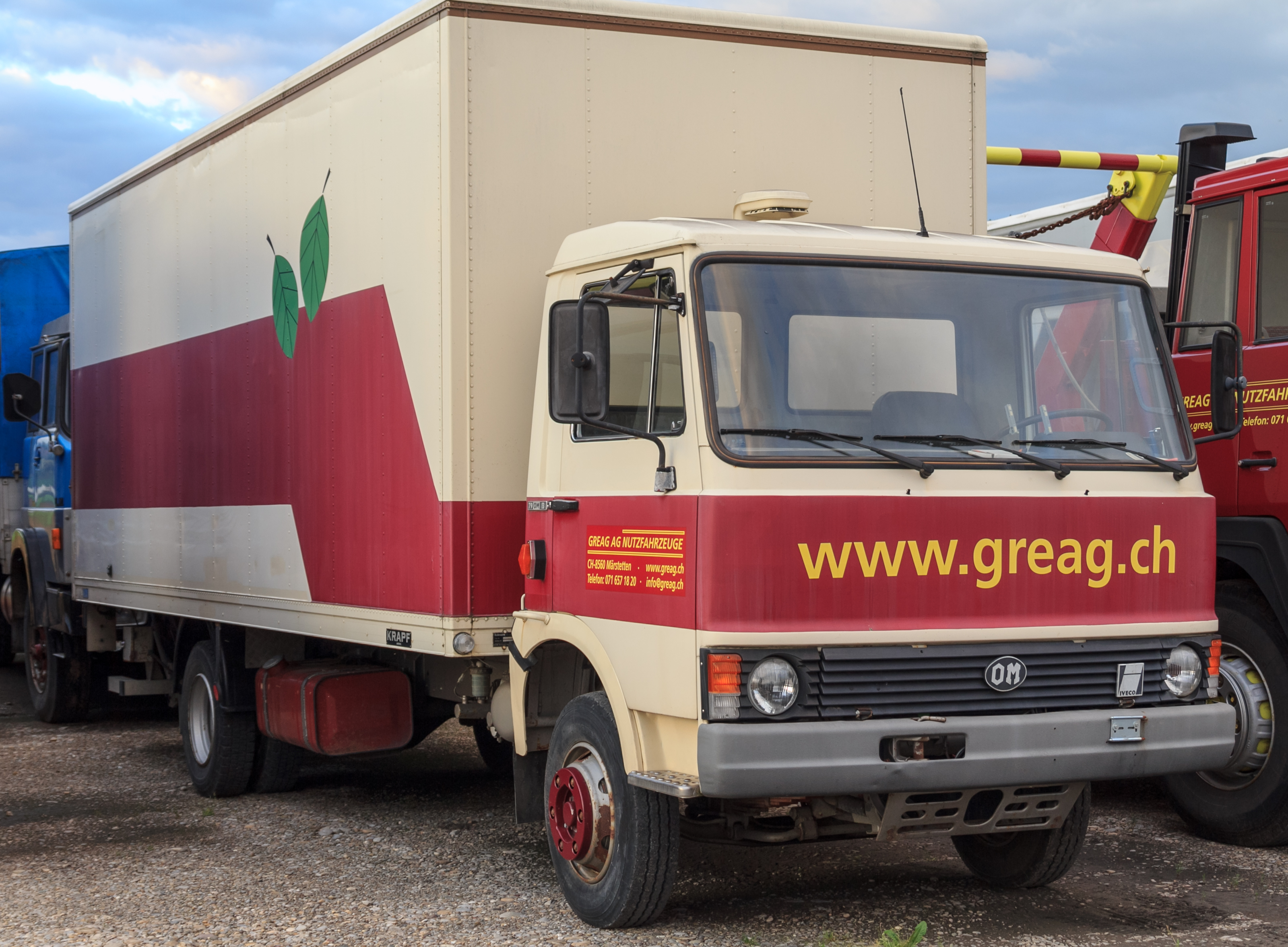
OM Zeta 79OM13
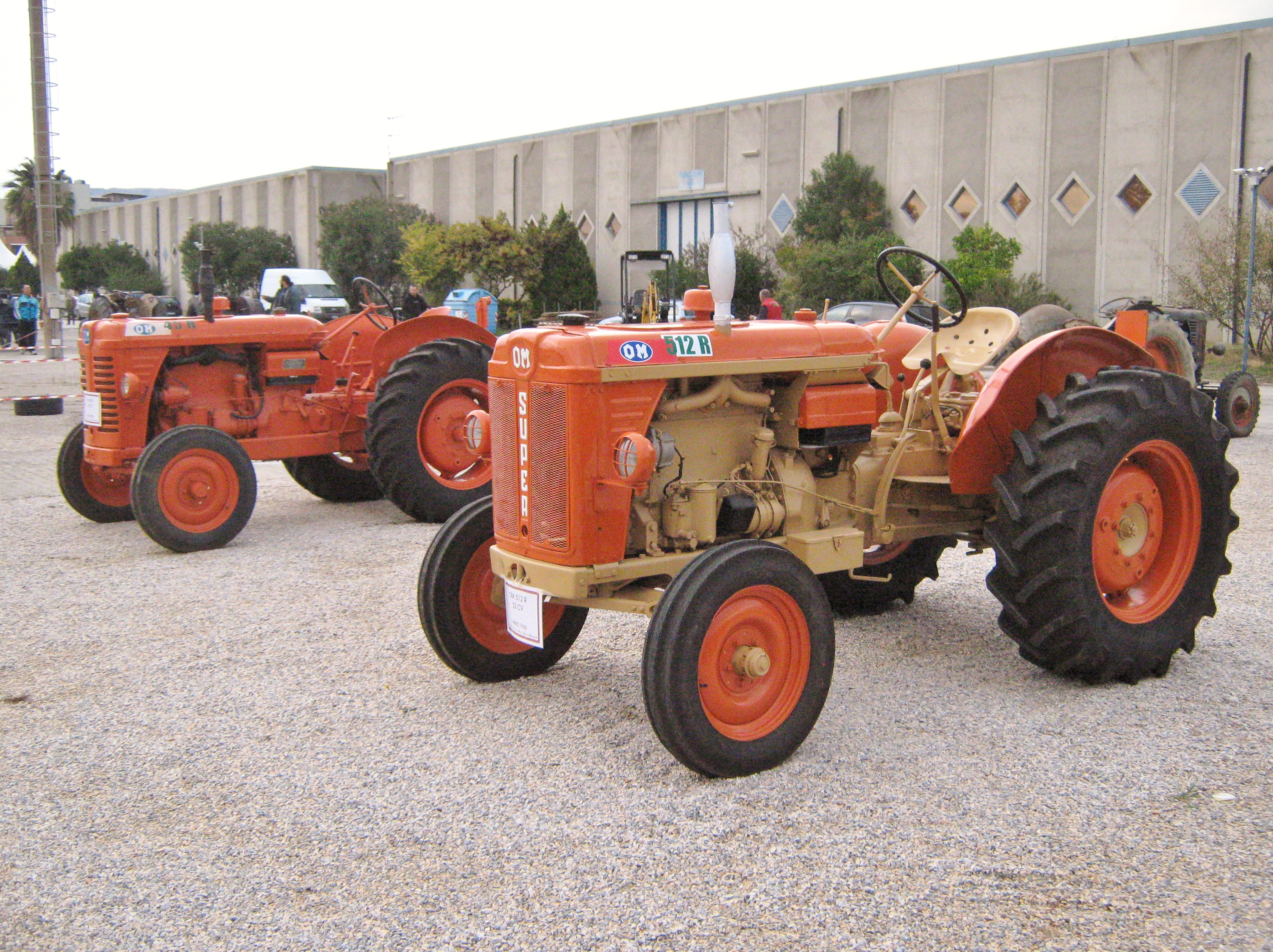
OM-Traktoren der Typen 512R und 45R

### Traktoren
OM baute in der Zeit von 1929 bis 1977 eine Vielzahl von Traktormodellen in Serie.

### Gabelstapler(OM Carrelli Elevatori)

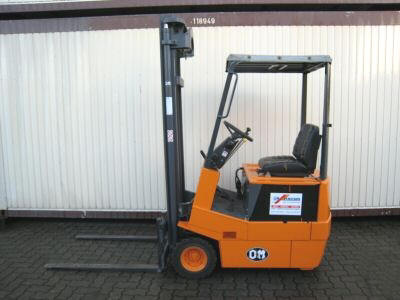
OM-Gabelstapler mit Elektromotor

Ab den 1930er-Jahren fertigte OM auch Gabelstapler (ital.: Carrelli Elevatori), Hubwagen und andere Flurförderfahrzeuge. Aus diesem Bereich von OM wurde 1975 die Fiat-Sparte Fiat OM Carrelli Elevatori. 1992 erwarb die deutsche Linde AG von Fiat einen ersten Teil dieses Bereiches und baute in den Folgejahren ihre Beteiligung weiter aus. 2002 wurde FIAT OM Carrelli Elevatori komplett von der Linde AG übernommen. Im Jahr 2006 wurde OM Carrelli Elevatori unter dem Dach der Kion Group an Finanzinvestoren verkauft.